# 隣水県
隣水県（りんすい-けん）は中華人民共和国四川省広安市に位置する県。

## 地理
重慶市長寿区と跨って大洪河ダムが位置する。

## 行政区画
- 鎮:鼎屏鎮、城北鎮、城南鎮、柑子鎮、観音橋鎮、牟家鎮、合流鎮、罈同鎮、高灘鎮、九竜鎮、御臨鎮、袁市鎮、豊禾鎮、八耳鎮、石永鎮、興仁鎮、王家鎮、石滓鎮、三古鎮、両河鎮、太和鎮、椿木鎮、梁板鎮、復盛鎮、黎家鎮

## 交通

### 道路
- 高速道路
  -  滬蓉高速道路
  -  包茂高速道路
- 国道
  - G210国道
  - G350国道（中国語版）
- 省道
  -  304省道
  -  218省道

## 健康・医療・衛生
- 隣水県人民医院
- 隣水県第二人民医院
- 隣水県中医院
- 隣水県衛生防疫站